# فیلم دیلی
فیلم دیلی (انگلیسی: The Film Daily) یک نشریه روزانه بود که از سال ۱۹۱۸ تا ۱۹۷۰ در ایالات متحده آمریکا منتشر می‌شد. این اولین نشریه روزانه بود که صرفاً برای صنعت سینما می‌پرداخت و آخرین اخبار تجاری، بررسی و نقد فیلم، خبرهای روز اقتصادی، اطلاعاتی در مورد پرونده‌های دادگاه‌ها و مشکلات اتحادیه و پیشرفت‌های تجهیزات سینمایی را پوشش می‌دهد.

## بیشتر بخوانید
- "The Film Daily (Apr-Jun 1948)". Wid's Films and Film Folk, inc. 1948. via archive.org
- Wid's Films and Film Folk (Jan-Dec 1916)
- Wid's Films and Film Folk (Jan-Dec 1917)
- The Film Daily (Jul-Sep 1937)
- "Film Daily archives". onlinebooks.library.upenn.edu.
- Bailey, Matt. "Film Daily and Predecessors, 1915-1970". Research Guides: Cinema and Media Studies (به انگلیسی). carleton.edu. Major Film Periodicals for Media Research: Series One:
- The Film Daily, Volume 124 (به انگلیسی). Wid's Films and Film Folk Incorporated. 1964.
- The Film Daily, Volume 129 (به انگلیسی). Wid's Films and Film Folk Incorporated. 1966.